# Étienne Bobillier
Pour les articles homonymes, voir Bobillier.
Étienne Bobillier est un mathématicien français né le 17 avril 1798 à Lons-le-Saunier et mort le 22 mars 1840 à Châlons-sur-Marne.
Il intègre l'École polytechnique à l'âge de 19 ans puis devient professeur de mathématiques à l'école des Arts et Métiers de Châlons-sur-Marne.
Ses travaux ont porté sur la géométrie, en particulier sur le traitement algébrique des surfaces géométriques et les chaînettes.
On lui doit la formule {\displaystyle r_{a}+r_{b}+r_{c}=4R+r}, liant les rayons des cercles exinscrits, circonscrit et inscrit d'un triangle.
Un cratère lunaire porte aujourd'hui son nom.

## Publications
- Cours de géométrie, 1849
- Principes d'algèbre, 1865